# Alan Bridges
Alan Bridges (28 de septiembre de 1927 - 7 de diciembre de 2013) fue un director de cine y televisión inglés.
En 1967, dirigió una adaptación televisiva de la novela Grandes esperanzas de Charles Dickens , protagonizada por Gary Bond como Pip.
Ganó el Gran Premio en el Festival de Cine de Cannes de 1973 por su película El equívoco. Su película Out of Season, protagonizada por Vanessa Redgrave, se proyectó en el 25.º Festival Internacional de Cine de Berlín y la película The Shooting Party con James Mason y Edward Fox se proyectó en el 14.º Festival Internacional de Cine de Moscú. Para televisión, Bridges dirigió varias obras de David Mercer y Dennis Potter.

## Comentarios
Peter Bradshaw en el blog de cine theguardian.com escribió: «Bridges fue un brillante poeta y satírico cinemático, en tono mordaz y melancólico, del sistema de clases de inglés de principios del siglo XX, y un director con talento para la psicología y la crisis interior, como lo demuestran películas como The Return of the Soldier (1982) y The Shooting Party (1985)».

## Filmografía seleccionada
- Act of Murder (1964)
- Invasion (1965)
- Great Expectations (TV, 1967)
- Les Miserables (TV, 1967)
- Traitor (TV, 1971)
- Follow the Yellow Brick Road (TV, 1972)
- El equívoco (1973)
- Brief Encounter (1974)
- Joe's Ark (TV, 1974)
- Out of Season (1975)
- Little Girl in Blue Velvet (1978)
- Rain on the Roof (TV, 1980)
- The Return of the Soldier  (1982)
- The Shooting Party (1985)
- The Tale of Pig Robinson (1990)

## Premios y distinciones
Festival Internacional de Cine de Cannes
| Año  | Categoría    | Película    | Resultado |
| ---- | ------------ | ----------- | --------- |
| 1973 | Palma de Oro | El equívoco | Ganador   |